# Witalij Dmytrenko
Witalij Mykołajowycz Dmytrenko, ukr. Віталій Миколайович Дмитренко, ros. Виталий Николаевич Дмитренко, Witalij Nikołajewicz Dmitrienko (ur. 1 kwietnia 1951 w Komsomolsku nad Dnieprem, zm. 1 października 2014 we wsi Pryszyb, w obwodzie połtawskim) – ukraiński piłkarz, grający na pozycji napastnika.

## Kariera piłkarska

### Kariera klubowa
Rozpoczął karierę piłkarską w 1974 w Kołosie Połtawa, do którego zaprosił go z amatorskiego zespołu trener Wiktor Nosow. Po przejściu trenera Wiktora Nosowa do Krywbasu Krzywy Róg  latem 1976 podążył za nim do nowej drużyny. W 1980 został zaproszony do Spartaka Iwano-Frankiwsk, ale nie rozegrał żadnego meczu w podstawowej jedenastce Spartaka i po pół roku powrócił do Krywbasu Krzywy Róg. W Krywbasie został liderem ataku drużyny, strzelając w sumie 123 bramki. W 1988 przeszedł do Kreminia Krzemieńczuk, w którym zakończył karierę piłkarską w wieku 37 lat.

## Kariera trenerska
Po zakończeniu kariery piłkarskiej do 1991 roku pracował na stanowisku dyrektora klubu Kremiń Krzemieńczuk. Potem prowadził własną działalność gospodarczą.
1 października 2014 zmarł w wieku 63 lat.

## Sukcesy i odznaczenia

### Sukcesy klubowe
- mistrz Drugiej Ligi ZSRR: 1976, 1981
- mistrz Ukraińskiej SRR: 1988

### Sukcesy indywidualne
- król strzelców wszech czasów Krywbasa Krzywy Róg: 123 goli

### Odznaczenia
- tytuł Mistrza Sportu ZSRR: 1988.